# 索烃

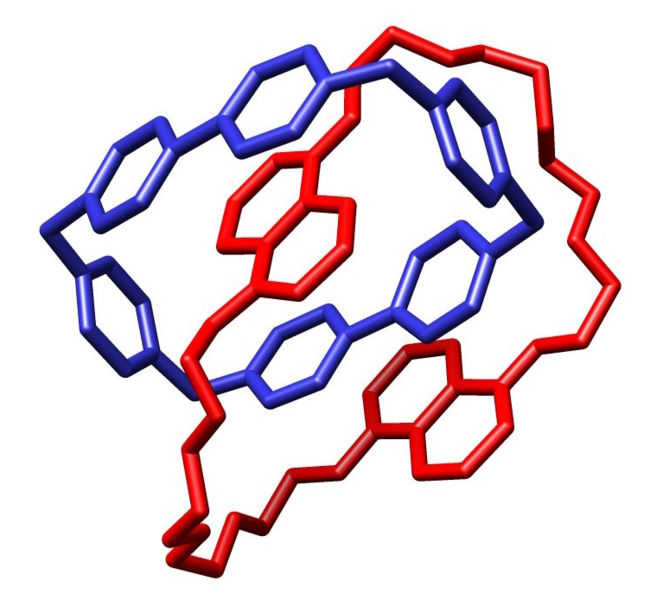
一个索烃分子

索烃是一类机械互锁分子，包含有两个或两个以上互锁的大环分子。除非环分子内部的共价键断裂，否则互锁的环不能够分开。索烃的英文名（Catenane）源自拉丁文的Catena，意思是“链”。索烃和其他机械互锁分子有着概念上的联系，例如：轮烷、分子扭结和分子博洛米尼结。最近，人们用机械键这样一个新的术语来描述索烃环之间的连接。

## 合成
合成索烃主要有两种方法。第一种方法是简单的关环反应，希望分子在环关闭的时候位于恰好的位置，形成索烃。这种方法也被称作“统计法”，第一个索烃在合成时即采用此法，利用了二元酸酯的酮醇缩合反应。此法的最大缺陷在于产率太低，因此很少被采用。
第二种方法依靠前体大环分子的超分子预组装，比如利用氢键、金属配位、疏水作用或库仑作用等。这些非共价作用抵消了部分结合熵并且使反应的分子处于适当的构型。这也被称为“模板导向法”，如果再采取高压，能够得到超过90%的产率，这才使得索烃能够被广泛的应用。使用此方法的一个例子是用bis-二吡啶盐与冠醚二（对亚苯基）-34-冠-10形成稳定的配合物。

## 性质与应用

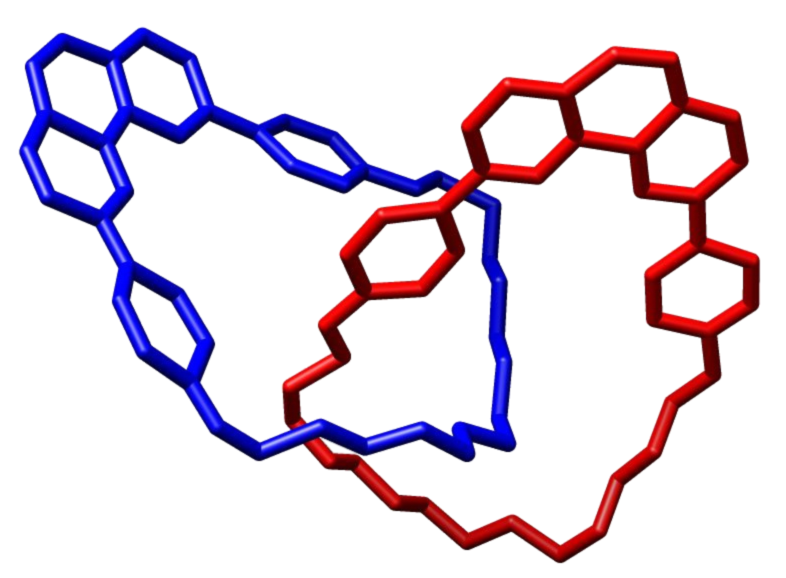
一个索烃的结构。

对于索烃来说，最有趣的性质莫过于里面的环可以互相转动。这些动作可以通过核磁共振波谱法等方法来探测。如果一个可以分子内的运动存在，那么该索烃内的环必然有一个或多个热力学稳定位置。如果其中一个位置是可以由外界控制的话，就形成了一个分子开关。对于一个通过大环金属配位生成的索烃来说，移除和再加入金属离子就可以控制环是否能够自由的移动。
合成的索烃常常包含有很多其他的官能团，例如氧化还原识别基团（例如：紫精和四硫富瓦烯）、光敏异构化基团（例如：偶氮苯）、荧光基团和手性基团。引入这些基团的作用包括控制分子的开关、制作分子电子设备以及分子传感器等。

## 索烃的分类
在使用“模板导向法”合成索烃时，有很多不同的方法使反应来固定反应的前体。每一种非共价键的固定方法直接导致一类不同的索烃。
另外一类索烃被称为pretzelanes或bridged [2]catenanes，这是因为他们和一种脆饼干（pretzel）很像，有着一样的空间群。在下面的例子里，一个大环是一个缺电子的oligo Bis-bipyridinium环，另外一个则是一个基于萘或对亚苯基的冠醚环芬。X射线衍射证明，因为π-π相互作用，芳香基团被牢固的固定在了吡啶环的内部。在这类化合物中，存在有限数量的异构体，不过它们之间的转化十分迅速。
在手铐型索烃中，两个相互连接着的环套着同一个环。其中二环（红色部分）在一个冠醚中包含了两个邻二氮杂菲单元。这种联锁环是可以自组装的，反应第一步是两个或更多个邻二氮杂菲单元上的烯烃臂与一个铜（I）配合物配位，然后经过烯烃复分解反应关环，形成产物。
|  |  |  |

## 命名
在索烃的命名法中，在“索烃”前面会用一个带方括号的数字注明环的个数。现在合成和分离的含最多环的索烃有七个环，所以是[7]索烃。